# Ralph McKenzie
Ralph Nelson Whitfield McKenzie (Cisco, Texas, 20 de outubro de 1941) é um matemático estadunidense.
McKenzie obteve o bacharelado em 1963 e um doutorado em 1967 na Universidade do Colorado em Boulder, orientado por James Donald Monk, com a tese The Representations of relational algebras. A partir de 1966 foi instrutor, a partir de 1967 professor assistente, a partir de 1971 professor associado e a partir de 1978 professor da Universidade da Califórnia em Berkeley, onde tornou-se professor emérito em 1994. Desde 1994 é Distinguished Professor da Universidade Vanderbilt. Em 1971/2 esteve no Instituto de Estudos Avançados de Princeton.
Em 2003 apresentou a Tarski Lectures (Algebras, Lattices, and Arithmetic Classes: From Boole to Tarski, and Beyond, unter anderem: What is general algebra?, über Universelle Algebra).
Com Steven Givant editou as obras de Alfred Tarski.

## Obras
- com David Hobby: The structure of finite algebras, AMS 1988
- com Ralph Freese:Commutator Theory for Congruence Modular Varieties , London Math.Society Lecturenotes, Cambridge University Press 1987, Online hier